# Stigler

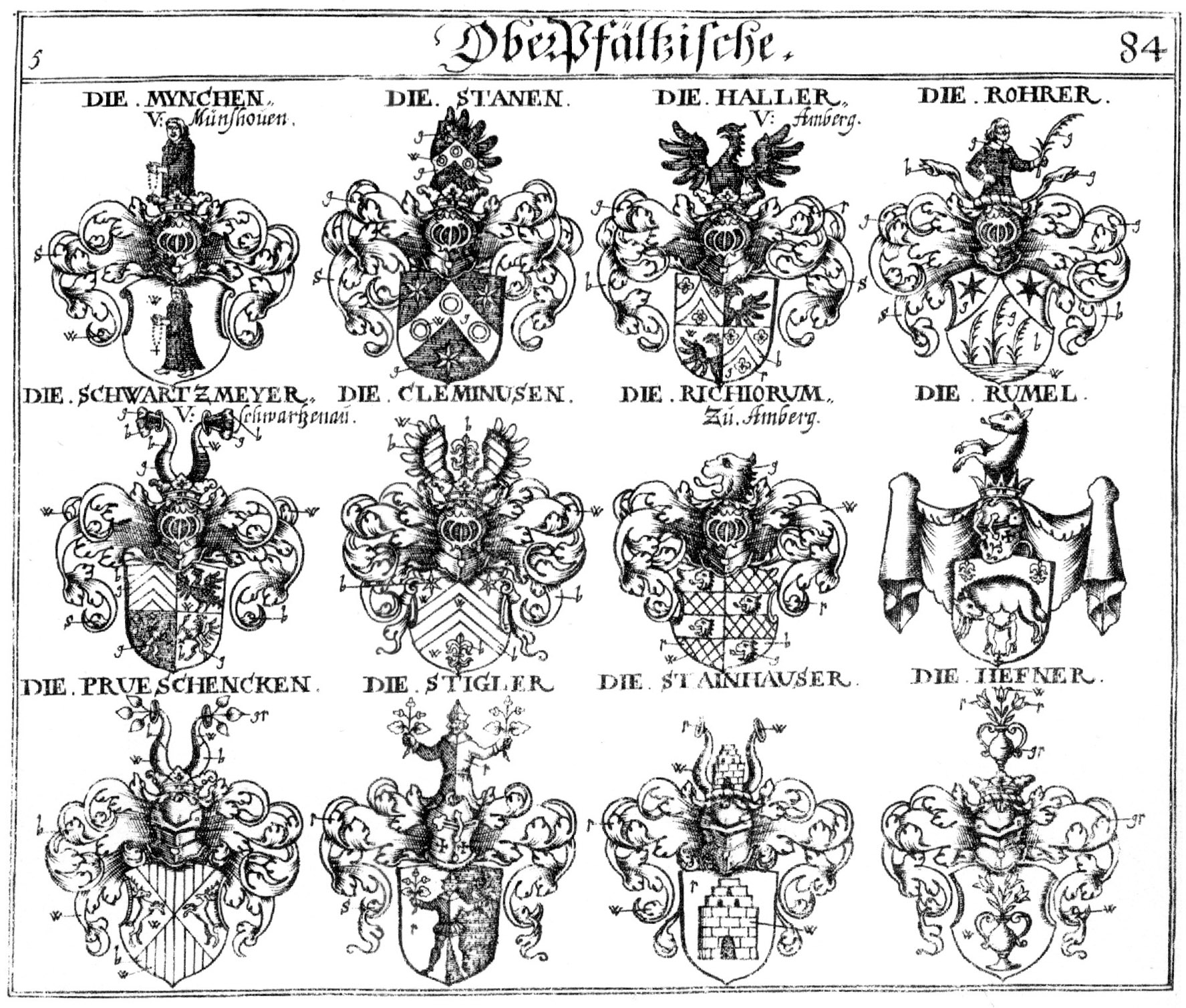
Lovagrend és Nemesség Oberpfalzban

Stigler egy német eredetű nemesi családnév és egy helynév. Valószínűsíthető a fellelt források alapján a szász nemesi eredet. Legkorábbi német nyelvű megemlítése Johann Siebmacher híres Címerkönyvéből való, az 1600-as évekből, mint oberpfalzi nemes család. Nem sokkal később  német nyelvű előfordulása A Bajor Királyság Udvari - és Állami Kézikönyve c. műben található. (1781, Hof- und Staatshandbuch des Königreichs Bayern - 221. o.)
 Legkorábbi latin nyelvű szövegben, a II. Mária, Szászország hercegnője c. könyvben található (Maria secunda Principum Saxoniae Mater, 1698) Franciscus Joachimus Stigler néven, ahol a név mögötti "Nob. Saxo." rövidítés jelzi a szász nemességet, a szász nemesi eredetet. Legkorábbi német nyelvű, nemesi - főhercegi eredet azonosítható Georg Stigler Hochfürst (főherceg) nevénél egy 1664-es kiadványban, Caspar Hammerschmidt művében: Christliche Gebets-Anstellung im Leben und Sterben (Keresztény ima életben és halálban)  Más nézetek szerint a legrégebbi osztrák Waldviertler-i nevek egyike (Stigler, 137.o., Alsó-Ausztriai Kulturális Osztály, Waldviertler Heimatbund osztrák történelmi társaság.) Mivel a bajor nemesi eredet korábbi, az osztrák eredet megkérdőjelezhető, bár a Habsburg-házzal való kapcsolat egyes jeleit is dokumentálták. Mindenképpen kutatásra méltó terület. A Stigler család leszármazottai ma már a világ számos országában élnek (Ausztria, Magyarország, Amerikai Egyesült Államok, Norvégia, Olaszország), leghíresebb magyar leszármazott Fajcsák Henrietta.

## Stigler család Címere
- A megújult és kibővített német címerkönyv, 84. o., alsó sor, 2. címer (Das erneuerte und vermehrte Teutsche Wappenbuch, 1657, Johann Siebmacher)[1]

## Ismert emberek ezzel a vezetéknévvel
- Charlie Brown–Franz Stigler-incidens, Franz Stigler,  (1915–2008), német vadászpilóta a 2. világháborúban, legismertebb tette, hogy ellenségeit nem előtte, hanem megmentette (1943)
- George Stigler (1911–1991), osztrák-magyar származású Nobel – díjas közgazdász, lsd. Magyar vonatkozású Nobel-díjak
- Dér Józsefné Stigler Teréz magyar népművész
- William G. Stigler (1891–1952), amerikai politikus, Oklahoma
- Robert Stigler osztrák orvos
- Norbert Abton Stigler osztrák pap
- Anton Stigler von Rogging német polgármester, Rogging, Regensburg, Németország, 19. sz.[7]
- dr. Johann Nepomuk Stigler német író, teológus, Amber, Oberpfalz és Regensburg (szül. Niedermurach), [8]
- Wilhelm Stigler osztrák építész
- Anna Stigler osztrák-magyar apáca[9]

## Helynév
- Stigler (Oklahoma), város, Haskell Megye, Amerikai Egyesült Államok

## Érdekesség
- Stigler Repülőtér, Stigler városa, Amerikai Kormányzat Amerikai Kormány
- Stigler család vérszerinti leszármazottja Fajcsák Henrietta
- Stigler Felvonó Gyár: lift feltalálása (osztrák Stigler család). Lift a pápának (Augusto Stigler) Lift a Pápának
- Stigler  Autó: Aufzug Museum  A Stigler Automobil, 1927, Bécs, Aufzug Museum, Ausztria

## Linkek
- House of Names, The Stigler Famiy (angol nyelven)
- Német névlexikon, mely szerint a leggyakoribb elterjedése Alsó-és Felső Ausztriában található (német nyelven)